# Moderne Architektur in Indien
Moderne Architektur in Indien wird wie der Begriff Moderne, der als gesellschaftliche Erneuerung im weiteren Sinn verwendet wird, zur Abgrenzung gegenüber einer vermeintlich oder tatsächlich überkommenen Tradition verwendet. Als Bekenntnis täuscht der Begriff Zeitlosigkeit vor, dennoch ist die so bezeichnete Architektur bereits Gegenstand historischer Untersuchung. Der Beginn der modernen Architektur in Indien wird auf die Anfänge der britischen Kolonialzeit oder auf die Zeit nach der Unabhängigkeit des Landes 1947 gelegt. Im ersten Fall wird die gegenseitige Beeinflussung der Architektur der Viktorianischen Zeit ab der Mitte des 19. Jahrhunderts mit der indischen Architektur als maßgeblich für den Übergang zur Moderne verstanden, im zweiten Fall wird das Ende des Kolonialismus mit der Abkehr von der überkommenen Tradition und als Übergang zu einem internationalen Stil bekräftigt.
Eine kritische Bestandsaufnahme fällt nicht nur wegen der geringen historischen, sondern auch der geringen räumlichen Entfernung schwer: ein kolonialer Historismus, der europäische Geschichte als Formzitat verwendet, ist genauso umgebender Raum wie der sentimentale Einbezug alter, in Indien gewachsener Architekturelemente als zeitgemäße Architektur oder eine heimatlose, sich nur an westlichen Vorbildern orientierende Gegenbewegung.

## Architektur als Abbild
(1) Es gibt eine indische Wissenstradition vom Bauen, die von einigen Architekten noch oder wieder gepflegt wird. (2) In Indien wird nach einem unbestimmten Begriff eine weltweit zu sehende „internationale Architektur“ gebaut, und (3) es werden Versatzstücke der indischen Tradition in eine ansonsten ahistorischer Bauweise eingebracht, um – abwertend gemeint – als eine Art Currypulver internationale Rezepturen zu indisieren. Gemäß diesen drei Kategorien geht es um die Frage, was Architektur in Indien mit indischer Architektur zu tun hat.

### Prinzipien

Das Mandala mit 9 Feldern heißt Pitha-Mandala. Jedes dieser Felder ist einem vedischen Gott als kosmischem Prinzip zugeordnet, mit Brahma in der Mitte. Größere Baupläne erfordern weiter unterteilte Mandalas mit bis zu 64, 81 oder 94 Feldern. Das einfachste Mandala mit einem Quadrat wurde in vedischer Zeit für Feuerverehrungsplätze verwendet. Beim Vastu-Purusha-Mandala ist der Urmensch in unterschiedlichen Körperhaltungen im Struktur- gitter eingezeichnet, wobei sich der Bauchnabel grundsätzlich im mittleren Feld befindet.

Mythen vom Uranfang erzählen davon, wie die Welt geordnet wurde, um erstes Leben zu ermöglichen. Sichtbarster Ausdruck einer Kunst, die diese kosmogonische Ordnung abbildet, ist seit vedischer Zeit die indische Architektur. Das gilt für die Profanarchitektur, wird aber besonders am Bauplan eines indischen Sakralbaus deutlich. Jedes Bauwerk wurde im Zentrum eines kosmischen Diagramms (Vastu-Purusha-Mandala) errichtet und ist greifbarer Ausdruck und Modell einer dahinter liegenden Wirklichkeit. Beim Bau wiederholt sich symbolisch die Schöpfung, ein immer aufs Neue notwendiger, die Ordnung bestätigender Vorgang.
Vastu Vidya („Vastu“: Erde, auf der gebaut wird; „Vidya“: Korpus des Wissens) ist eine Wissenstradition, die im Rigveda erstmals schriftlich dargestellt und in zahlreichen Texten bis heute interpretiert wurde, als System aber auch ohne schriftliche Fixierung existiert. Genaue Vorschriften regeln die Art des Baugrunds, Grund- und Aufriss des Gebäudes, die Aufgaben der Architekten (Sthapati) und Handwerker und die beim Bauen durchzuführenden Rituale. Herstellung und Art der Baumaterialien, besonders Ziegel und Holz, werden ebenfalls im Detail beschrieben. Theoretische Basis für den ausführenden Planer ist die Kenntnis der entsprechenden Shastras einschließlich Mathematik, Astrologie und der Handwerkstechniken, erweitert durch „Sinneserfahrung“ (z. B. bei der Bodenerprobung) und „Schlussfolgerung“. Das systematischste Werk ist das Samarangana Sutradhara aus dem 11. Jahrhundert, das besonders säkulare Architektur umfasst. Typischerweise beginnt jeder Text mit der Anrufung des göttlichen Architekten Vishvakarman. Mit einer Anleitung zu „Schöner Wohnen“ hat Vastu Vidya nichts zu tun.
Ein Vastu-Purusha-Mandala (Purusha: „Urmensch“) ist wie das geometrische Yantra die Darstellung eines Energiefeldes und dient zur Ordnung des Kosmos. Nach Festlegung der Ost-West-Achse wird das von der Feldergröße geeignete Mandala mit Pflöcken und Schnüren am Boden aufgezeichnet. Entscheidend sind die relativen Proportionen der Bauteile und die Anordnung der einzelnen Bereiche. Maß aller Dinge ist der im Boden liegende und im Mandala menschlich abgebildete Purusha, der wegen seiner unheilvollen Energie von den Göttern niedergehalten werden muss und nur durch Beachtung der Shastra-Regeln besänftigt werden kann. Das Haus wird um einen zentralen inneren Raum gebaut, der für Brahma reserviert ist und offen bleibt. Werden die Grundprinzipien nicht eingehalten, so drohen schwere Auswirkungen für die Bewohner der Gebäude. Es gilt, mittels dieses magischen Konzepts die schlechten Einflüsse fernzuhalten, um für Wachstum, Wohlstand und Glück zu sorgen. Moderne Sthapati, die als Vastu-Berater tätig sind, werden von Architekten, aber auch von Geschäftsleuten bei Großprojekten beratend hinzugezogen. Es kommt zu Überschneidungen zwischen der fragmentierten Anwendung der traditionellen Prinzipien und der ästhetischen Wahrnehmung eines Entwurfs, der nur mittels moderner Baumethoden und -materialien umgesetzt werden kann.

### Vorkoloniale Zeit
Die Architektur reagierte im Lauf der Zeit auf neu hinzugekommene mythische Vorstellungen: Erfordernisse, die mit veränderten Arbeitstechniken umgesetzt wurden. Große kulturelle Veränderungen ergaben sich durch die Invasion islamischer Völker aus Zentralasien ab dem 12. Jahrhundert. Durch das Aufeinandertreffen der indischen mit den islamischen Weltvorstellungen begann ein gedanklicher Austausch und eine gegenseitige Beeinflussung. Aus den Gegensätzen zwischen einer räumlichen Konzeption islamischer Paläste, Moscheen und überkuppelter Mausoleen (Qubbas), die vorderorientalische Wurzeln hatte und der aufwändigen skulpturalen Ausgestaltung hinduistischer Tempelanlagen entwickelte sich nach dem 13. Jahrhundert eine eigenständige indo-islamische Bauweise, die nicht nur indisches Dekor, sondern auch Grundlagen des kosmologischen Bauplans übernahm. Hinduistische Baumeister (wieder-)entdeckten den echten Bogen und die Gewölbedecke für ihre mittelalterlichen Paläste und Tempel, im Gegenzug kamen an islamischen Kultbauten am Übergang vom quadratischen Hauptraum zur Rundkuppeldecke in den Ecken auch altindische Kragsteinausbildungen zum Einsatz. Die Struktur des Mandala wurde auch im Bauplan des Diwan-i-Khas in der Mogul-Hauptstadt Fatehpur Sikri in seiner mythologischen Bedeutung verstanden und umgesetzt. Kaiser Akbar I. (1542–1605) saß in der Mitte seines Palast auf einer Thronsäule als Zentrum der Welt.

## Kolonialzeit

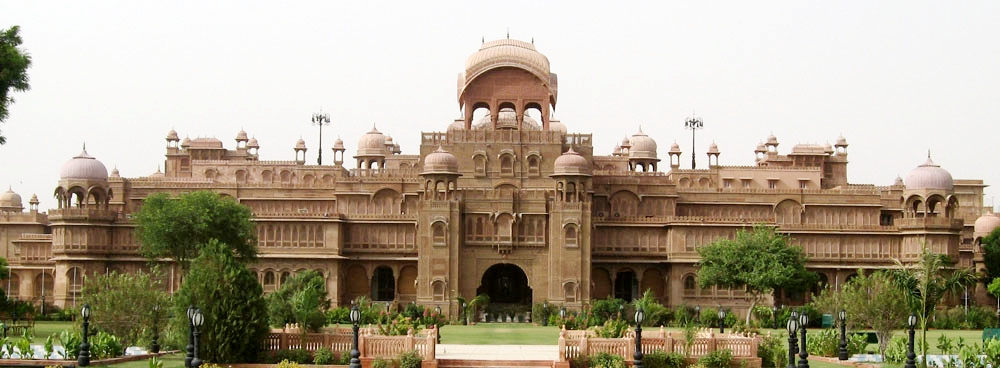
Laxmi Niwas Palace in Bikaner aus rosa Sandstein im indo-sarazenischen Kolonialstil 1902 fertiggestellt. Architekt Samuel Swinton Jacob (1841–1917). Bis 1926 um den Seitenflügel Lalgarh Palace erweitert. Der ehemalige Palast des Maharadscha von Bikaner ist heute ein Luxushotel.

Lange vor Beginn der britischen Kolonialzeit 1858 hatten sich Portugiesen, Franzosen und Engländer als Händler niedergelassen, hatten Warenhäuser errichtet, befestigte Siedlungen gegründet und nach europäischem Vorbild Stadtplanung betrieben. Die ersten befestigten Handelsniederlassungen an den Küsten wurden in den heutigen Großstädten Mumbai, Chennai und Kolkata gegründet. Verwaltungsgebäude und Kirchen waren dem Stil ihrer Herkunftsländer verpflichtet. Die Portugiesen bauten 1510 die erste Kirche im neogotischen Stil und führten zugleich dem indischen Klima angepasste Wohnhäuser mit überdachter Veranda ein. Einige der in einem besonderen portugiesischen Barockstil errichteten Häuser in Goa wurden traditionsverbunden restauriert. In der Folge bildete sich, mit unterschiedlichem Anteil europäischer und indischer Einflüsse, eine offizielle und eine als anonyme Architektur bezeichnete Bauweise:
Das erstere waren Gebäude, die durch Militäringenieure geplant wurden, Regierungs- und Verwaltungsgebäude sowie Kirchen in anfangs europäischen Stilformen der Zeit. Später wurden indische Versatzstücke hinzugefügt, sodass ein anglo-indischer, ab Ende des 19. Jahrhunderts ein „indo-sarazenischer“ (islamische Architekturelemente enthaltender) Stil entstand.
Nachfahren der europäischen Händler entwickelten im Lauf von 200 Jahren einen Hybridstil aus der lokalen Ziegelbauweise und europäischer Architektur, der als „Bungalow“ in großflächig angelegten Cantonments zu deren bevorzugter Wohnform wurde.

### Cantonments und Bungalows
Die Cantonments waren planmäßig zunächst als Siedlungen für britische Militärangehörige angelegt, später auch für zivile Angestellte der britischen Verwaltung. Nach der Mitte des 19. Jahrhunderts wurden daraus allgemeine Wohnsiedlungen der europäischen Siedler. Der Name „Bungalow“ leitet sich von den traditionellen strohgedeckten Wohnhäusern in Bengalen ab, von wo aus sich die britische Herrschaft ab Mitte des 18. Jahrhunderts auszubreiten begann. Die britischen Wohnhäuser besaßen im 19. Jahrhundert weiß oder cremefarbig verputzte Ziegelwände mit Fenstergesimsen im klassizistischen Stil und Wellblechdächer. Größere Häuser hatten einen Vorbau, der von Säulen getragen wurde oder Verandas mit weit heruntergezogenen Schattendächern aus Schilfrohr, die manchmal das gesamte Gebäude umgaben. Eine große Eingangshalle, die sich zu den anderen Räumen öffnete, bildete den hauptsächlichen Lebensraum.
Die Anlage dieser Cantonments hatte die Abgrenzung vor den einheimischen Wohngebieten zum Ziel und bildete einen starken Kontrast zu den traditionellen indischen Stadtvierteln mit dicht aneinandergebauten und nur über Innenhöfe zugänglichen Wohngebäuden (Haveli oder Pol). Die Bungalows wurden von der Straße zurückgesetzt und durch große Gärten auf Distanz gehalten. Diese Wohnquartiere besaßen alle ähnlichen Charakter. Die Erschließung erfolgte über breite Alleen; wiederkehrende Elemente waren Kirche, Club und Kasernenanlagen. Der Exerzierplatz war zugleich trennendes Element zu den indischen Wohnbereichen und sonntags Spielfeld für Cricket. Auf dem Land waren Rasthäuser für Regierungsbeamte (Dak-Bungalow) und Verwaltungsgästehäuser (Circuit House) omnipräsente Außenposten, um durch Indirect rule das große Land kontrollieren zu können und in entlegenen Gebieten Präsenz zu zeigen. Die Gebäude waren elegant, von einfacher Form und repräsentativ, hatten ein weites Dach, eine säulengestützte Veranda und große Fenster. Die Tendenz ging um 1900 dazu, alles Ornament zu vermeiden und die Fenstergrößen an den internationalen Stil anzupassen.

### Eintritt in die Moderne

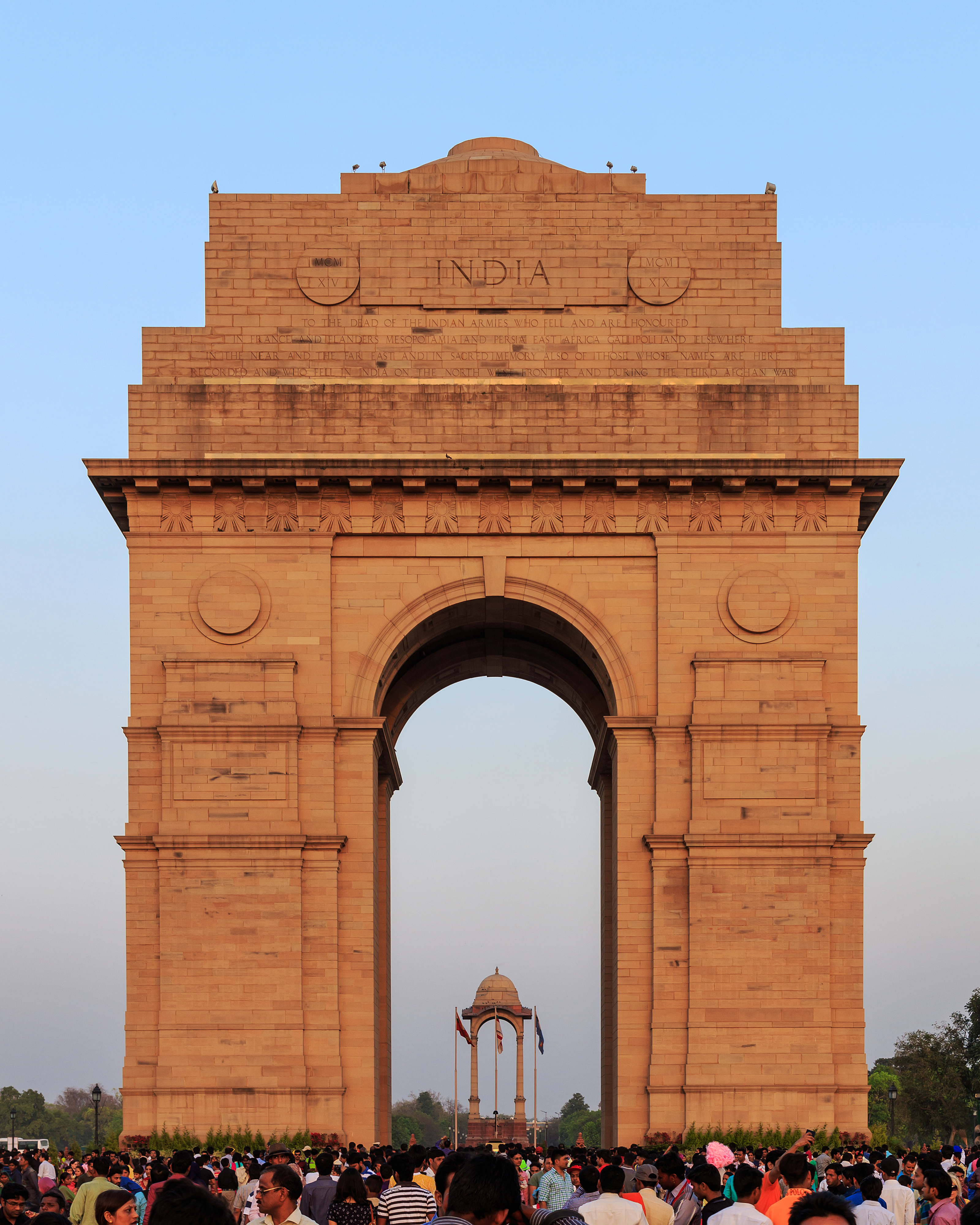
India Gate

In den 1850er Jahren lebten über 90 Prozent der Inder in Dörfern, die streng nach Kasten eingeteilt waren und sich um einen zentralen Kreuzungspunkt (Chowk) mit einem Mango- oder einem Banyan-Baum ausdehnten. Das Dorf war das Rückzugsgebiet indischer Kultur.
Mit diesem Ausgangspunkt ging 1858 nach der Niederschlagung des konservativen, rückwärtsgewandten Sepoy-Aufstandes die Herrschaft von der Ostindien-Kompanie an die britische Regierung über, der Anteil britischer Siedler begann zu wachsen und die Aufhebung des Handelsmonopols und die beginnende Industrialisierung im Westen (nicht in Indien) eröffnete zahlreichen ausländischen Kaufleuten neue Märkte. Im ganzen Land wurden Straßen- und Eisenbahnverbindungen geschaffen und Cantonments mit rechtwinkligem Straßenraster angelegt oder ausgebaut. Mit dem technologischen Fortschritt begann auch die kulturelle Öffnung Richtung Westen, was sich am Zulauf zu neu gegründeten Schulen und Universitäten äußerte. Verweigerung von britischer und Ablehnung von konservativ-indischer Seite verhinderten aber eine parallele Entwicklung im ländlichen Raum, sodass das Sozialgefälle zwischen Stadt und Land bis zur Unabhängigkeit vergrößert wurde.
Nach dem Beschluss von 1911, die Hauptstadt Britisch-Indiens von Calcutta nach Delhi zu verlegen, wurden die britischen Architekten Edwin Lutyens (1869–1944) und Herbert Baker (1862–1946) beauftragt, ein neues Regierungsviertel in Neu-Delhi zu planen. In Lutyens Gesamtplan ist das Kernstück der Rajpath, eine 3,2 Kilometer lange Prachtstraße, die von imposanten Gebäuden wie dem Rashtrapati Bhavan, dem von Lutyens geplanten und bis 1929 fertiggestellten Sitz des Präsidenten, dem India Gate und den beiden Sekretariatsgebäuden, die wichtige Ministerien beherbergen, gesäumt wird. Weitere Teile der neuen Stadt wie der zentrale Connaught Place wurden 1932 von dem weniger bekannten Architekten Robert Tor Russel entworfen, von dem auch das Teen Murti Bhavan, der Amtssitz des ersten Premierministers Nehru und die beiden Gerichtsgebäude am Janpath, einer ebenfalls vom Connaught Place ausgehenden Straße, stammen.
Im internationalen Stil des Art déco gestaltete der deutsche Architekt Eckart Muthesius (1904–1989) in den 1930er Jahren für den Maharadscha des Fürstenstaates Indore die Architektur und die Inneneinrichtung des Palastes Manik Bagh. Die an der zeitgenössischen Kunstströmung in Paris ausgerichtete Gestaltung wurde – als Gesamtkonzept beispielhaft in einem tropischen Land verwirklicht – international in Publikationen gewürdigt. Die nominell unabhängigen Fürstenstaaten wurden 1956 und die Privilegien für die ehemaligen Herrscherfamilien 1976 abgeschafft. Die bis dahin zusammengehaltene Sammlung musste 1980 aus Geldmangel versteigert werden.

### Repräsentationsbauten

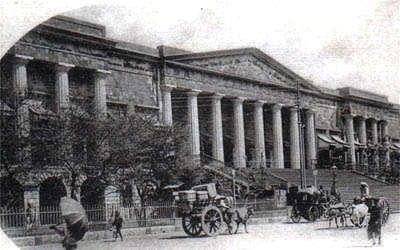
Bombay Town Hall. Neoklassizismus mit dorischen Säulen am Hauptportal. Enthält heute die Bibliothek der Asiatic Society of Bombay.

Was Lutyens und Baker in den 1920er Jahren an Regierungsbauten entwarfen, waren der Gipfelpunkt einer späten Kolonialarchitektur, die der englische Architekt Claude Batley (1879–1956) propagierte und die Klassizismus mit lokalen Stilelementen verschmolz. Von Batley stammt etwa der 1930 eröffnete Bahnhof Mumbai Central von Mumbai. Die genannten Architekten hatten sich entfernt von der Schwere früherer, rein neoklassizistischer Gebäude wie der zwischen 1820 und 1835 gebauten Bombay Town Hall, heute eine Bibliothek, deren von Oberst Thomas Cowper geplante dorische Säulenordnung am Ende einer breiten Treppenflucht den griechischen Tempel äußerlich in Indien einführte.
Unter anderem von dem in England angesehenen Architekturtheoretiker John Ruskin (1819–1900), der die soziale Verantwortung einer idealen Architektur betonte und den Stil der italienischen Gotik bevorzugte, gingen Einflüsse auf den Baustil nach der Mitte des 19. Jahrhunderts aus. Während Ruskin für einen das Zeitliche bewahrenden Umgang mit dem Architekturdenkmal eintrat, ersetzte die Übernahme des neogotischen Stils von England nach Indien gelegentlich den zeitlos wirkenden Klassizismus durch eine gewisse Künstlichkeit. Die von J. T. Boileau geplante und in Etappen zwischen 1844 und 1873 gebaute Christ Church von Shimla gehörte zu den ersten Kirchen dieser stilistischen Anverwandlung.
Sir George Gilbert Scott (1811–1878) schuf mit dem Bau der University of Mumbai 1857 eine leidenschaftlichere und vorbildgetreuere Neubelebung der mittelalterlichen englischen Gotik. Maßwerk der Spitzbogenfenster und die Rosetten an den Giebeln treten als helle Steine aus den Ziegelwänden hervor und übertragen den Geist gotischer Kathedralen auf das säkulare Gebäude. Im Stil der norditalienischen (lombardischen) Gotik des 13. Jahrhunderts wurde 1862 in Kanpur zu Ehren der beim Sepoy-Aufstand ums Leben gekommenen Briten die All Souls Cathedral errichtet. Ein polychromes Maßwerk aus weißen und grauen Steinen verziert das hieratische Ziegelgebäude. Zu den Höhepunkten gotischer Architektur zählt der Bombay High Court, der von John A. Fuller entworfen und 1871–1878 aus dunklen Basaltsteinen gebaut wurde. Die zur selben Zeit auch in England nach der gotischen Idee gebaute Architektur wurde zum Zeichen imperialer Macht.
Bis zu den 1880er Jahren gab es nur einen geringen Einsatz von hinduistischen oder islamischen Stilelementen. Danach trat bei den Gebäuden, die für die britische Regierung entworfen wurden, ein Wandel ein, der dem wachsenden indischen Nationalismus Rechnung tragen sollte. Der tieferliegende Grund, weshalb ab nun Fragmente indischer Geschichte quasi als Erinnerungsstücke in die Gebäude integriert wurden, lag in Europa. Dort entstand auf der Suche nach einer eigenen Identität nicht nur in England ein nationalromantischer „Heimatstil“, dessen Vertreter eine ortsbezogene Architektur als Gegensatz zu den neuen und als ahistorisch wahrgenommenen Stilrichtungen schaffen wollten.
Uneingeschränkt akzeptierter Höhepunkt einer Hybridarchitektur, die viktorianische Gotik mit indischen Formelementen verband, („islamische“ Rundbögen an der Fassade und hinduistische Tempeltürmchen auf dem Dach) ist der 1888 fertiggestellte Hauptbahnhof Victoria Terminus (heute: Chhatrapati Shivaji Terminus) in Mumbai. Er war für Jahrzehnte der weltweit größte überdachte Bahnhof. Tiger und Löwe am Eingang stellten herrschaftliche Zeichen des British Raj dar. Zu dem Stilmix kommt die Verbindung unterschiedlicher Materialien: Neben der Verwendung von Ziegeln, italienischem Marmor, farbigen Fliesen und farbigem Glas eröffneten Beton und Gusseisenteile neue Möglichkeiten. Das vom selben Architekten Frederick William Stevens 1888–1893 gebaute Municipal Building gegenüber trägt eine 78 Meter hohe mogul-indische Kuppel.
Bereits auf dem langen Zugangsweg durch die Gartenanlagen wird von weitem das Victoria Memorial in Kolkata als die deutlichste Übernahme des Mogulstils erkennbar. Es wurde von William Emerson (1843–1927) zu Ehren der Königin Victoria ab 1906 geplant und bis 1921 fertiggestellt. Hauptkuppel, Pavillonkuppeln auf den Ecktürmen und der verwendete helle Marmor sind auf dem Höhepunkt britisch-indischer Macht eine Reverenz an das Taj Mahal. Eine Übernahme von Mogul-Architektur, die selbst erst auf indischem Boden entstand, stellt auch das aus gelblichem Stein und Stahlbeton errichtete und 1924 eingeweihte Gateway of India in Mumbai dar. So sind über einen Umweg Kragsteine mit gedrechselten Zapfen und andere Schmuckmotive aus der mittelalterlichen hinduistischen Palastarchitektur Gujarats eingeflossen.

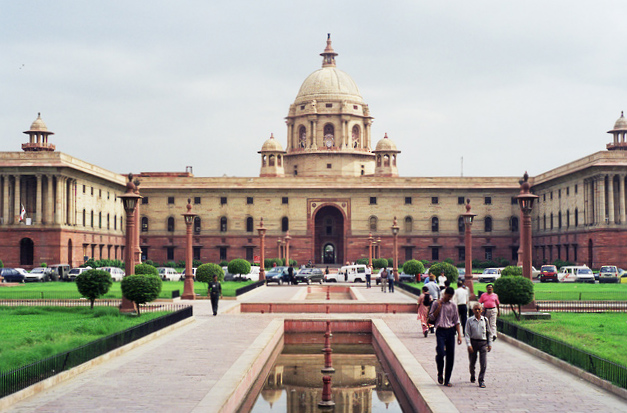
Nördlicher Gebäudetrakt des Sekretariats, Neu-Delhi. Teil des Rashtrapati Bhavan. Enthält wichtige Ministerien. Indische Anklänge besonders an den Dachaufbauten zu erkennen.

Mumbai hat als Wahrzeichen seinen Triumphbogen, durch den die letzten britischen Soldaten bei der Unabhängigkeit das Land verließen; Neu-Delhi hat das 42 Meter hohe India Gate (Bauzeit 1921–1931) zu Ehren von gefallenen britischen Soldaten, das zum Symbol der von Edwin Lutyens neu geplanten Hauptstadt wurde. Der Rajpath und weitere Straßen führen hierauf zu. Für die Residenz des indischen Vizekönigs, den Rashtrapati Bhavan, erhielt Lutyens ebenfalls den Auftrag. Der Vizekönig forderte einen klassizistischen Palast mit indischen Beifügungen. Erst dieser Druck brachte Lutyens dazu, seinen Entwurf zu „indisieren“. Das Ergebnis waren nach britischem Selbstverständnis eingebaute indische Anleihen. Zur monumentalen Größe verhilft eine zentrale Rundkuppel auf hohem Tambour in der Form eines buddhistischen Stupa. Hier zeigt sich der Unterschied zwischen der Umsetzung des indischen Mythos als einem Verinnerlichen und Wiedererfinden, wie es bei Akbars Säulenthron in seiner Residenz Fatehpur Sikri gelungen ist, und der Übertragung von Lutyens: es sind aus der buddhistischen Architektur übernommene Formen ohne Rücksicht auf den mythischen Gehalt. Zur strengen Säulenreihe an der Eingangsfront des 1929 weitgehend fertiggestellten Repräsentationsgebäudes bilden Schmuckmotive aus der islamischen Architektur, wie Rundbogenfenster, Blendnischen an den Außenwänden und Chajja (kunstvolle Streben zwischen Dachtraufe und Wandkonsole) einen harmonischen Ausgleich. Die Gartenanlage ist in klassischem Mogul-Stil. Als der Palast 1931 mit einer großen Gala eingeweiht wurde, war das Ende der britischen Kolonialherrschaft nicht mehr unvorstellbar.
Wie zur Verteidigung britischer Interessen erscheint die 1928 bis 1930 vom englischen Architekten Arthur Shoosmith (1888–1974) gebaute St. Martin's Garrison Church in Delhi. Shoosmith, der als Mitarbeiter von Lutyens nach Indien gekommen war, entwarf einen monumentalen und äußerst strengen Bau aus 3,5 Millionen Ziegeln, der nahezu fensterlos ist. Die Garrison Church gilt als das bedeutendste, der Moderne zugerechnete Gebäude der britischen Kolonialzeit in Indien.

### Traditionalistische Gegenbewegung
Zum indischen Nationalismus Anfang des 20. Jahrhunderts gehörte, die Religionsgemeinschaften – Hindus und Muslime – voneinander abzugrenzen und schließlich zu eigenständigen Nationen zu erklären, was in den 1920er Jahren als Anspruch auf ein Hindustan mit einer allenfalls geduldeten muslimischen Minderheit beziehungsweise auf ein muslimisches Pakistan laut wurde. Aus religiösen Kulturveranstaltungen wurden politische Massenbewegungen. In Bengalen entstand 1905 die Swadeshi-Bewegung (von swa desh, „eigenes Land“) anlässlich der britischen Teilung Bengalens in eine mehrheitlich von Hindus und mehrheitlich von Muslimen bewohnte Provinz. Die Führer der Swadeshi-Bewegung riefen in Massenveranstaltungen zum Boykott britischer Produkte auf. Neben den politischen Agitationen durch den Indischen Nationalkongress, zu dem Jawaharlal Nehru gehörte, wurden die Ziele der Swadeshi-Bewegung mit dem sozialen Widerstand Mahatma Gandhis weiterverfolgt.
Die gegen die Kolonialherrschaft gerichteten Strömungen reagierten im Bereich der Kultur mit Rückzug oder, positiv gewendet, mit einer Wiederbelebung der indischen Tradition. Ein Mittelpunkt dieser kreativen Bewegung war in Bengalen Rabindranath Thakur. Einer der führenden traditionalistischen Kräfte im Bereich der Architektur war Chandra Chatterjee (1873–1966). Sein antimoderner Gegenentwurf eines Hindutempels in Delhi war kurios und artete in Kitsch aus: Der Lakshmi-Narayan-Tempel von 1938 am zentralen Connaught Place darf wegen seiner Überladenheit mit sämtlichen indischen Bauformen als ein prinzipiell misslungener Weg in Richtung zu einer eigenständigen indischen Architektur bezeichnet werden. In den 1930er Jahren war Chatterjee Mitglied im von Nehru geleiteten Nationalen Planungskomitee. In diese Zeit und Kategorie gehört auch der Bharatiya Vidya Bhavan, das Gebäude einer hinduistischen Bildungseinrichtung in Mumbai mit Rundtürmchen aus einer Mischung aus Shikhara (nordindischer Tempelturm) und Stupa. Ein anderer Ansatz traditionalistischer Architektur griff auf die Prinzipien des Vastu Vidiya zurück, wie sie bei der Banaras Hindu University, die 1915 der Öffentlichkeit übergeben wurde, zur Anwendung kamen.
Die Befürworter lassen sich allgemein ihren Anliegen nach abstufen in: 1) Wiedererweckung traditioneller Baumethoden. 2) Architektur soll Denkweisen der großen Architekten der Vergangenheit übernehmen und nicht deren Manifestationen. 3) Der Nutzen neuer Technologien wird anerkannt, Stilelemente sollen aber ausgeglichen sein. Diese Traditionalisten (Revivalists), als Gegenbewegung während der Kolonialzeit entstanden, traten nach der Unabhängigkeit einer westlich erzogenen Elite (Modernists) gegenüber, die die Vergangenheit wie einen Schuh abstreifen wollte. Es sind zwei unterschiedliche Richtungen des indischen Nationalismus.

## Architektur als freie Form
„Es ist völlig unerheblich, ob es einem gefällt oder nicht; es ist das größte Unternehmen seiner Art in Indien,… denn es ist ein Schlag auf den Kopf, es bringt einen zum Denken… und das, was Indien in so vielen Bereichen braucht, ist ein Schlag auf den Kopf.“ Nehru über Chandigarh

### Le Corbusier in Chandigarh
Die Abwendung von der historisierenden Nachahmung ist die Auffassung von einem Raumgefühl des Menschen als der treibenden Kraft hinter jeder architektonischen Gestaltung; als poetisches Motiv der Konstruktion umschrieben oder erstmals 1830 in einer deutschen Architekturzeitschrift die „machtvolle Darstellung tiefer Empfindungen“ genannt, wird sie mit dem architekturtheoretischen Begriff der Tektonik bezeichnet. Diese Worte hätten auch von Le Corbusier sein können.

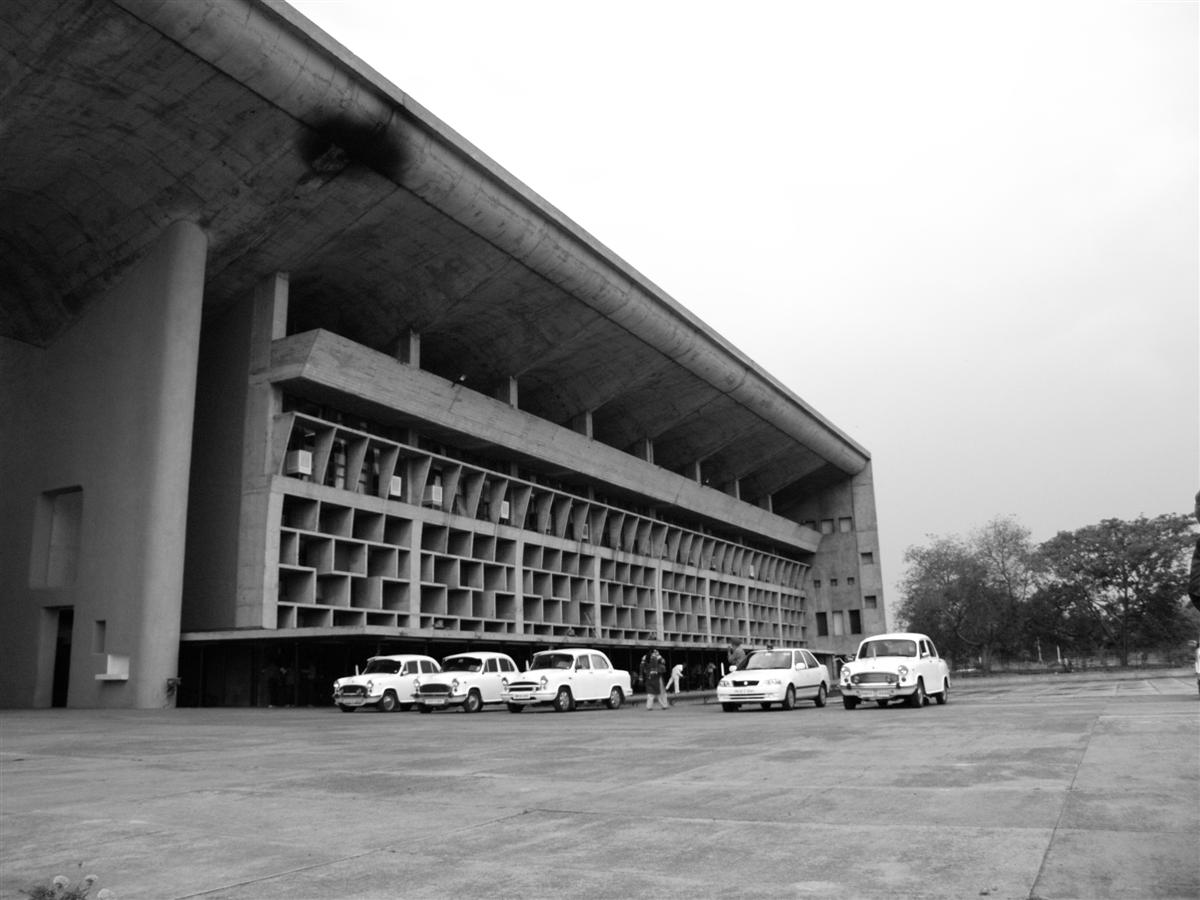
Chandigarh. Justizpalast von Le Corbusier

Der Auftrag für eine neue Hauptstadt Chandigarh wurde nach der Unabhängigkeit Indiens von Nehru im zweiten Anlauf 1951 an Le Corbusier (1887–1965) und seinen langjährigen Partner Pierre Jeanneret übergeben. Dem Projekt war von Nehru die Bedeutung des Aufbruchs in eine neue Zeit verliehen worden. Le Corbusier hatte die schwierige Aufgabe, dieses Symbol für die Freiheit des Landes architektonisch umzusetzen. Bei der Planung der in Sektoren gegliederten und äußerst weitläufigen Stadt wurden Traditionen und Gewohnheiten außer Acht gelassen, die Bedürfnisse der Menschen wurden neu definiert. Le Corbusier überging nach der Kritik die komplexe Realität Indiens und überging die politische Bedeutung der Stadt, schuf mit seinen ausgeführten Bauten in Sichtbeton, von denen das Kapitol die schwierigste Aufgabe darstellte, aber eine symbolische Architektur, für die nach seiner Vorstellung die Sonne die zentrale prägende Kraft war. Gegen die Sonneneinstrahlung setzte er in einer pathetischen Geste als konstruktives Ergebnis gewaltige überkragende Dächer. Außerdem entwarf er als funktionelle Übernahme der traditionellen indischen Jalis die Fassaden gliedernde Gitterstrukturen, die Schatten spenden und Luft zirkulieren lassen können. Beim 1955 fertiggestellten Gerichtshof kam es zu Konflikten zwischen der symbolischen Funktion eines großzügig angelegten Innenhofes, der praktisch nicht benutzt werden kann, und dem im Regen stehengelassenen Besucherandrang. Ein Flachbau aus Sichtmauerwerk musste hinzugefügt werden. Einige weniger prominente Gebäude wie das College of Arts und das Museum wurden später ebenfalls teilweise mit Backsteinwänden ausgeführt. Auch wenn eine mit universalem Anspruch formulierte Symbolik letztlich subjektiv bleibt, hatte er mit seinem Credo „Stile haben keinen Raum mehr in unserem Leben; wenn sie uns noch immer belästigen, so tun sie es als Parasiten.“ einen maßgeblichen Einfluss auf die nachkoloniale Architektur des Landes.

### Louis Kahn in Ahmedabad

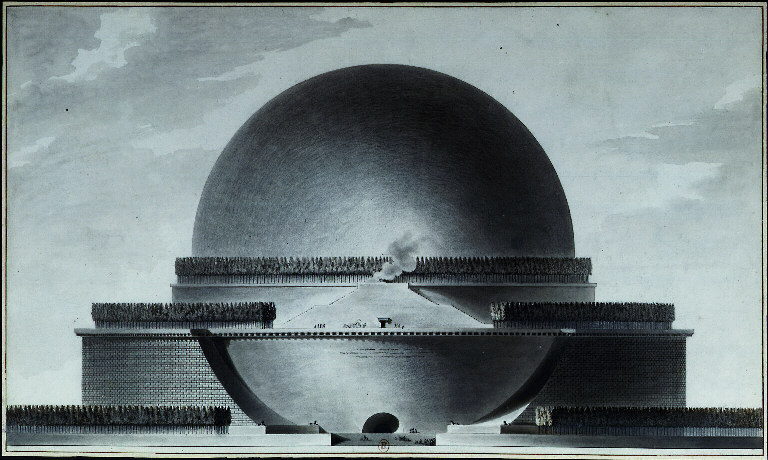
„Es gibt Boullée, also gibt es Architektur.“ Louis Kahn. Kenotaph von Étienne-Louis Boullée: Revolutionsarchitektur im 18. Jahrhundert zur Erklärung der Welt auf allgemeingültiger Grundlage. Kahns Architekturprinzipien basierten auf reiner Geometrie.

1962 wurde der amerikanische Architekt Louis I. Kahn (1901–1974) nach Indien eingeladen. Er war ein Jahrzehnt nach Le Corbusier ein Vertreter der zweiten Generation ausländischer Architekten; zu einer Zeit, als noch immer die meisten einflussreichen Architekten aus dem Ausland stammten oder dort ihr Studium absolvierten. Kahns Verwendung des einheimischen Ziegels als Sichtmauerwerk in Kombination mit dem gezielten Einsatz von auf Zug beanspruchtem Stahlbeton brachten sowohl hinsichtlich des Materials als auch der monumentalen Formgebung seiner Gebäude einen neuen Impuls für die Architektur in Indien. „Monumentalität in der Architektur ist eine geistige Qualität; sie vermittelt die Empfindung von Ewigkeit. In einer Konstruktion solcher Art kann nichts verändert und nichts hinzugefügt werden.“ Diese Aussage über die Integrität der Komposition war vorbildhaft.
Die Planung seines 1963 begonnenen und erst 1974 fertiggestellten Indian Institute of Management Ahmedabad, einer Wirtschaftshochschule in Ahmedabad, umfasste eine Schule und Wohnungen für Schüler und Lehrer in einer weitläufigen Anlage. Eine kühlende Windströmung, die durch alle Gebäude ziehen kann, wurde durch deren diagonale Ausrichtung ermöglicht. Stilelemente und charakteristisch für Kahn sind weite Rundbögen aus Ziegeln mit den außen sichtbaren Bändern der Betonböden. In Ahmedabad sind die Halbbögen zu einem Ganzkreis aus Ziegeln zusammengefügt. Dies war im Kern eine statische Überlegung, um gegen die nach unten drückenden Kräfte der Schwerkraft eine ebensolche Konstruktion für die nach oben wirkenden Kräfte bei einem Erdbeben entgegenzusetzen. Diese Bogenformen wurden später von anderen Architekten oft kopiert, aber meistens unverstanden nur als Dekormotiv eingesetzt.
Soziale Planungsgrundsätze sind die Gliederung in die drei „Institutionen“: Schule / Straße (Begegnungsstätte) / Dorfplatz (Forum des Volkes). Zu seinen Grundüberzeugungen gehörte, dass es fundamentale, nichthistorische Merkmale in der Architektur gibt und sich nur die Mittel und Akzente im Lauf der Zeit ändern. Zu den weiteren Projekten Kahns gehörte das Parlamentsgebäude in Dhaka im heutigen Bangladesch (1962–1974) aus Beton und Marmor. Junge Architekten studierten die Wirkung seiner klaren, den Raum dominierenden Geometrie. Wegen der auch hier ein Jahrzehnt dauernden Bauzeit wurden seine Bauten erst in den 1970er Jahren in breitem Umfang gewürdigt.

### Eckart Muthesius
Der Sohn und Meisterschüler des Hermann Muthesius, der deutsche Architekt Eckart Muthesius (1904–1989), baute und richtete von 1930 bis 1933 den Palast Manik Bagh für den Maharadscha Holkar II in der Hauptstadt Indore ein. Er war von 1936 bis zum Beginn des II. Weltkrieges 1939 Berater der Städtebau- und Sanierungsbehörde des gleichnamigen Fürstenstaates Indore. Sowohl Muthesius wie auch Holkar II waren Anhänger und Verfechter der kontinentaleuropäischen Moderne.

### Otto Königsberger
Der deutsche Architekt Otto Königsberger (1908–1999) ging 1933 nach Kairo und 1939 nach Bangalore, wo er bis 1948 der führende Stadtplaner des Fürstenstaates Mysore war und das Wohn- und Siedlungswesen des Neuen Bauens in die indische Architektur einführte. Er entwarf im öffentlichen Auftrag private Wohneinheiten für arme Bevölkerungsschichten in Bangalore und im Auftrag des Stahlkonzerns Tata den Stadtentwicklungsplan für die Arbeiterstadt Jamshedpur (1945), ferner öffentliche Gebäude (Theater, Universitäten, Busbahnhöfe) und Privatvillen. Namentlich erwähnt seien der oktogonale Krishna Rao Pavilion (1940) im gleichnamigen Park in Bangalore, die Villa Bhatia House (1947), und das zweigeschossige langgezogene Tuberculosis Sanatorium (1948), ebenfalls in Bangalore. 1948 wechselte Königsberger nach Delhi, wo er unter Premierminister Nehru zum Direktor für Wohnungsbau wurde und als solcher dem Gesundheitsminister unterstellt war.
Königsberger strebte nach der Verbindung von einer klaren schlichten Formsprache, modernen kostengünstigen Baumethoden, den gesellschaftlichen Verhältnissen und einer klimagerechten Architektur. Lokal verfügbare Materialien sollten mit modernen Methoden verarbeitet werden. In Delhi war er verantwortlich für die Planung serieller Wohneinheiten, die an den Rändern der Städte errichtet werden sollten, um nach der Teilung Indiens das Wohnungsproblem für rund zehn Millionen Flüchtlinge aus Pakistan zu lösen. Die zukünftigen Bewohner sollten ihre Einfachhäuser aus vorfabrizierten Betonplatten selbst zusammensetzen. Aufgrund einer falschen Materialzusammensetzung der Platten fielen die Häuser bald in sich zusammen. Königsberger wurde hierfür heftig kritisiert; er zog sich 1951 aus Indien zurück und ging nach England.

### Modernismus nach Le Corbusier

#### Achyut Kanvinde
Einer der ersten, nach der Ausbildung in Harvard aus dem Ausland (1947) nach Indien zurückgekehrten indischen Architekten war Achyut Kanvinde (1916–2003), der seinen anfangs stromlinienförmigen Stil zugunsten expressiver Assemblagen (meist gleiche, gereihte Segmente) änderte. In den 1950er Jahren war er von der Vision des Bauhauses und dem Wunsch beflügelt, „den Internationalen Stil in Indien zu etablieren.“ Die Architektur sollte durch die Funktion definiert und auf allgemein menschlichen Vorstellungen gegründet sein. Kavindes Bauten besaßen eine kraftvolle Ästhetik, waren aber weniger monumental als die von Khan. Zu dieser Zeit scharte er in seinem Büro junge, vom Brutalismus beeinflusste Architekten um sich, die sich später (1961) in Delhi zur Design Group zusammenfanden. Er benutzte hauptsächlich Sichtbeton, wie beim Indian Institute of Technology in Kanpur, das 1963 bezugsfertig war. Beim National Science Centre in Neu-Delhi von 1992 wurden teilweise ebenfalls Backstein und Steinverkleidungen verwendet. Viele seiner späteren Projekte waren Industriebauten, die das Maschinenzeitalter hochhalten. Dazu zählt der Dudhsagar Dairy Complex in Mahesana (Gujarat), einer der größten Milchverarbeitungsbetriebe im Land. Skelettartige Kühltürme aus Beton, die ein Rindergerippe assoziieren, sind mehr theatralisch als funktional.
Achyut Kanvinde gilt als der führende Vertreter der ersten Generation indischer Architekten, die der Moderne verpflichtet waren. In einem Land, in dem rund die Hälfte der Gebäude und der oberen Stockwerke an Gebäuden informell, also ungeplant errichtet werden, stellte es eine entscheidende Verbesserung der Rahmenbedingungen für die Architektur dar, dass der indische Architekt und Politiker Piloo Mody (1926–1983) im Jahr 1972 den Beruf des Architekten erstmals gesetzlich schützen ließ. Piloo Mody vertrat wie Achyut Kanvinde in den 1970er Jahren einen internationalen Stil, bis dieser in den 1980er Jahren durch den indischen Staat als unindisch verteufelt wurde.

#### Nachwirkungen
Die erwähnte Design Group (Morad Chowdhury, Ranjit Sabikhi und Ajoy Choudhury) zeichnet für das Projekt Yamuna Housing Society, Neu-Delhi 1980, verantwortlich. Es war das Bestreben, traditionelle Wohnformen mittels enger Gassen und Innenhöfen in eine neue verdichtete Bebauung einzubeziehen. Bei der Siedlung für südindische Staatsbedienstete bleibt aber dank monoton standardisierter Formen der Eindruck von aggressiver Modernität.
Hasmukh Patel ist ein anderer produktiver Architekt, der für den Mainstream der 1960er Jahre typisch ist. Er graduierte an der amerikanischen Cornell University und zeigt sich von Louis Khan beeinflusst. Eines seiner wichtigsten Gebäude ist das Entrepreneurship Development Institute of India von 1987 in Ahmedabad. Es nimmt Anleihen an dessen Formvokabular und Materialeinsatz (Ziegel und sichtbare Betonstürze).

## Rückbesinnung auf Tradition
Die indische Traditionslinie war durch die Kolonialzeit unterbrochen. Nach dem Schnellstart in die Moderne war die Architektur zwar für die Gegenwart universal definiert, ab den 1960er Jahren wurde sie aber zunehmend als beziehungslos und ortlos erfühlt. Der „Revivalist“ (traditionalistische Architekt) – so beschreibt Charles Correa den Identitätsverlust – erfährt nun die reinigende Kraft des Mythos und „magische Diagramme, Yantras, erklären die wahre Natur des Kosmos.“ In den 1980er Jahren ging die Rückbesinnung in der Architektur auf die indische Tradition mit einem allgemeinen Bewusstseinswandel einher. Die Bewahrung der kulturellen Tradition wurde auch zum Leitmotiv für die Einrichtung von Volkskundemuseen und für Veranstaltungsreihen wie dem Festival of India.

### Balkrishna V. Doshi

Balkrishna V. Doshi: Indian Institute of Management in Bangalore

Balkrishna Vithaldas Doshi (1927–2023) war der engste Nachfolger von Le Corbusier, in dessen Büro er Anfang der 1950er Jahre in Europa und 1954–1957 in Ahmedabad mitarbeitete, wo er die Bauleitungen für vier von Le Corbusier geplanten Industriellenvillen übernahm, darunter für das Sarabhai House von Vikram Sarabhai in Ahmedabad. Diese übten einen wichtigen Einfluss auf seine ersten unabhängigen Arbeiten aus, mit denen er parallel dazu in seinem eigenen Architekturbüro Vastu-Shilpa begann. Seine ersten Planungen waren eine Wohnsiedlung für Textilarbeiter in Ahmedabad (1957–1960) und das Indian Institute of Management in Bangalore, 1963. Die Gebäude sind zweistöckig aus Natursteinmauerwerk. Das monotone Grau wird strukturiert durch den Lichteinfall, der in den offenen und mit Steingebälk teilweise überdeckten Innenhöfen Schatten wirft. Häufig verwendete Doshi Tonnendächer, wie beim Sangah, seinem eigenen Büro und Sitz der Vastu-Shilpa-Stiftung (die Stiftung unternimmt Forschungen im Umweltbereich), fertiggestellt 1981. Die weißen Betonschalen erinnern an die Tonnengewölbe der frühesten buddhistischen Höhlenklöster oder an Erdhügel. Die Gartenanlage ist harmonisch durch Terrassen, Wasserkanäle und Bäume gestaltet.
Als Stadtplaner gestaltete Doshi 1984–1986 Vidyadhar Nagar, einen Vorort von Jaipur. Die Stadt wird als architektonisches Beispiel zitiert, da sie als Gesamtanlage im 18. Jahrhundert streng nach den Grundsätzen des Vastu Vidiya errichtet worden war. In Doshis Konzept wird der Versuch sichtbar, eine Synthese zwischen dem reformistischen Urbanismus Le Corbusiers und dessen Betonung von Natur und Sonne mit der Tradition von Höfen und engen Straßen zu verbinden. Er übernahm das von seinem Vorgänger im 18. Jahrhundert angewandte 9-Felder-Diagramm des Vastu Purusha Mandala und reinterpretierte in zeitgemäßer Sprache Dimensionen und soziale Aufteilung bis hin zur Fassadengestaltung. Im Gespräch beklagte er die uniforme Architektur der Moderne und vermisste darin die mythische Welt des Urmenschen. Ein anderer Gebrauch des Vastu Purusha Mandala ist der Entwurf für das Computer Science and Engineering Department 1994 am Indian Institute of Technology in Mumbai, wobei er das Diagramm in diesem Fall eher rituell denn wörtlich einsetzte.

### Raj Rewal

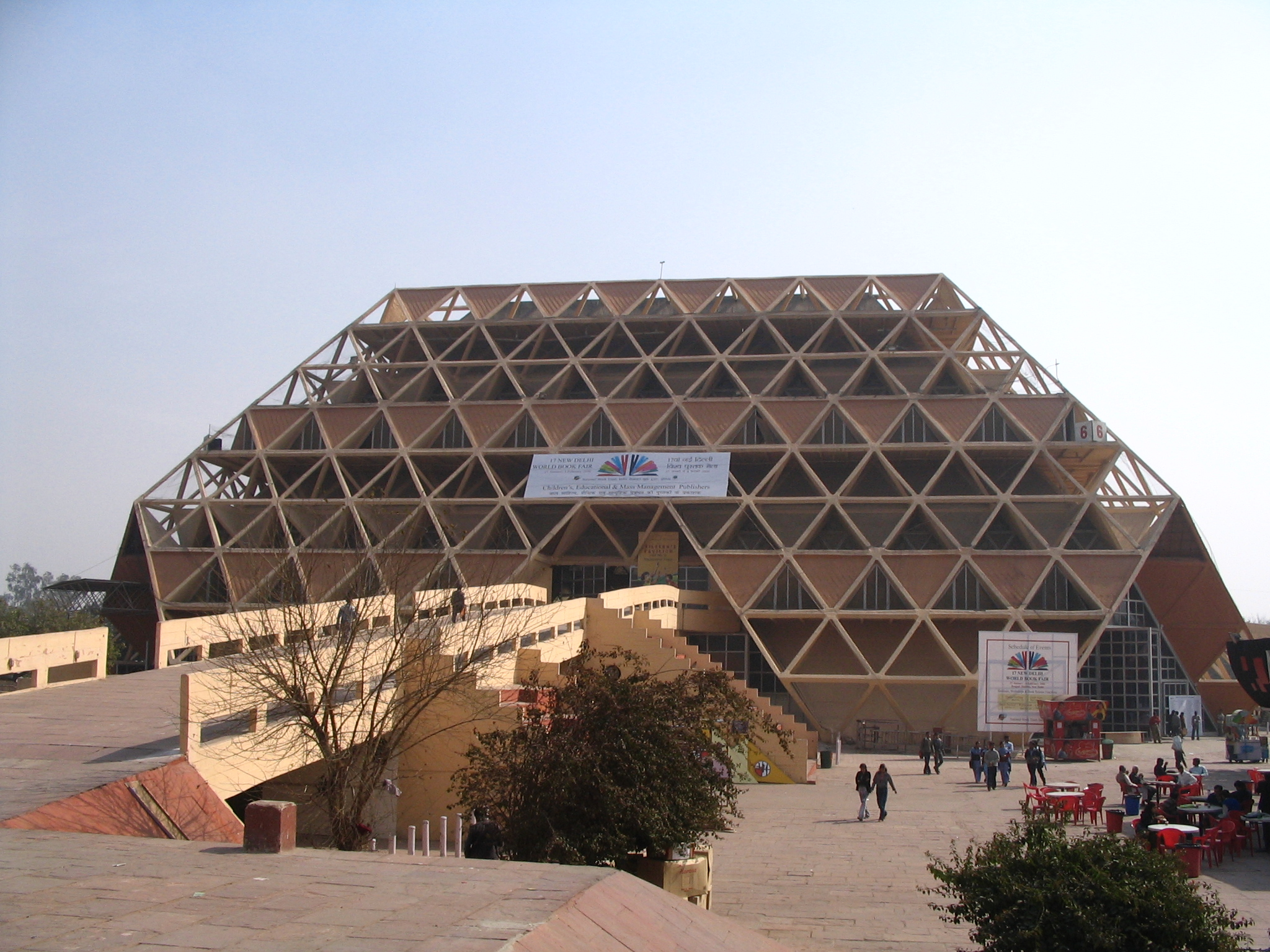
Pragati Maidan von Raj Rewal, 1972. Die Ausstellungshalle in Neu-Delhi überspannt eine quadratische Fläche von 78 Metern Seitenlänge.

Erklärtes Ziel von Raj Rewal (* 1934) ist es, moderne Architektur und Regionalismus miteinander zu verbinden. Rewal ist vor allem durch den Entwurf für 800 Wohneinheiten des Asiad Village zur Unterbringung der Sportler während der Asienspiele 1982 in Neu-Delhi bekannt geworden. Lehmbrauner Sichtbeton und Innenhöfe, die durch Fußwege miteinander verbunden sind, sind Referenzen an traditionelle Ortschaften in Rajasthan, allerdings zu etwas mechanischen geometrischen Mustern abstrahiert. Rewal hatte zuvor die Struktur enger Straßen in Jaisalmer untersucht. Es ist ein grundsätzlich schwierig, die Subjektivität der Moderne mit kollektiv gewachsenen Strukturen in Einklang zu bringen; der Nachbau eines Altstadtbezirks kann leicht zur Kulisse geraten. Nach Beendigung der Spiele wurden die Wohnungen an öffentliche Angestellte verkauft.
Das National Institute of Immunology in Neu-Delhi (1983–1985), in beigem Waschbeton und durch rotbraune Streifen gegliedert, besteht aus größeren und kompakteren Gebäudestrukturen. Die Wohneinheiten sind um einen quadratischen Innenhof angeordnet, wobei die Übernahme rajasthanischer Bauformen zu einer harmonischen Proportionierung führt. Bis Ende der 1970er Jahre war Rewal führend in Indien für aggressiv wirkende, großknochige Strukturen gewesen, die den Optimismus seines ersten monumentales Gebäudes, der Hauptausstellungshalle des Messezentrums Pragati Maidan in Neu-Delhi von 1972, hochhalten.

### Charles Correa

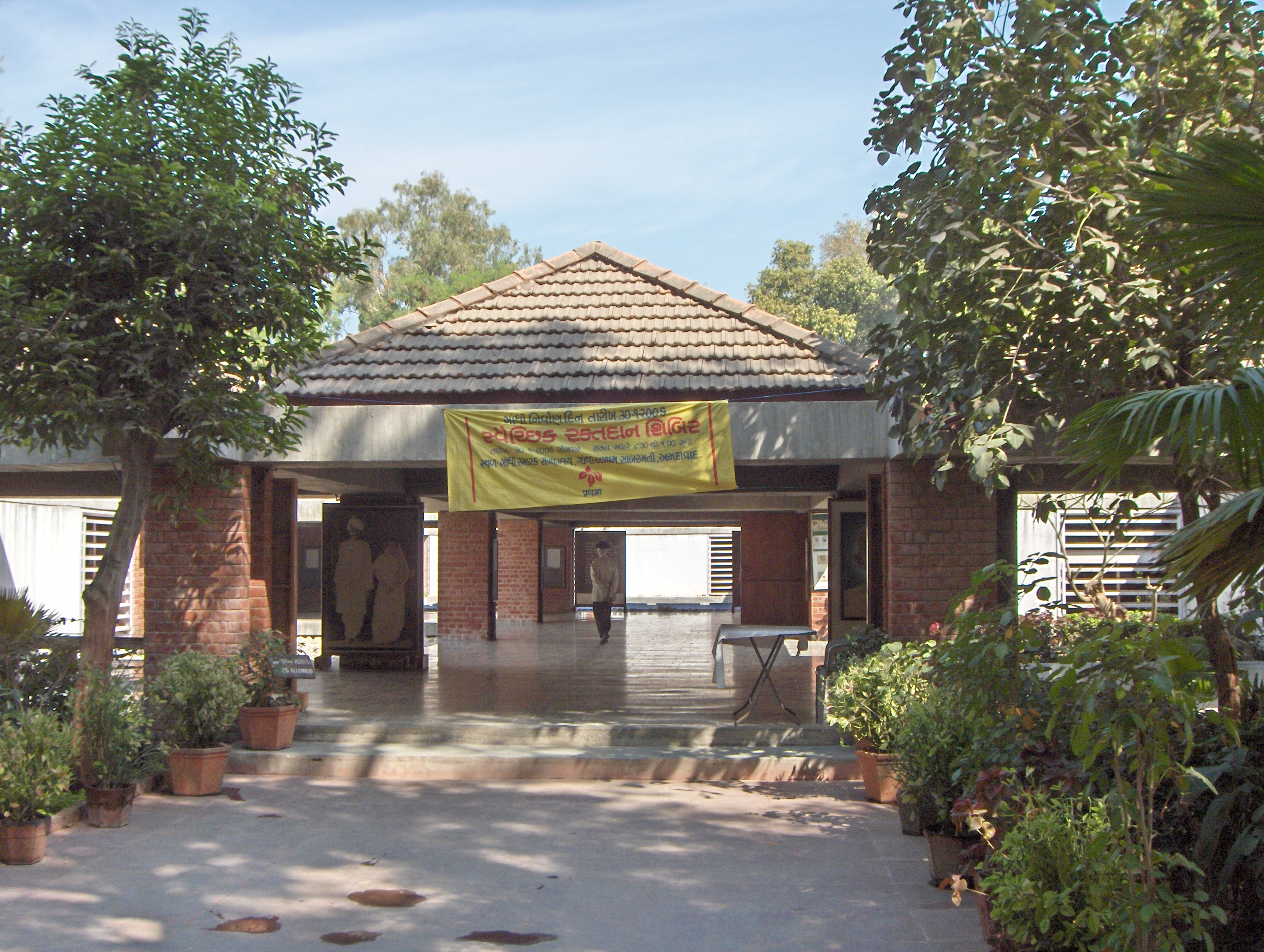
Charles Correa: Museumspavillons für Gandhi. Dörfliche Strukturen auf dem Gelände des Sabarmati-Aschram, Ahmedabad.

Auch Charles Correa (1930–2015) nahm anfangs begeistert die internationale Formensprache an. Für das 28-stöckige Hochhaus der Kanchenjunga Apartments in Mumbai (1970–1983) mit seiner Übernahme westlicher Apartment-Grundrisse erntete er Kritik, die er mit der notwendig zu beachtenden Relation zwischen Bau- und Grundstückskosten in dieser Stadt rechtfertigte. Diese Kritik hing mit der Erwartungshaltung an den wohl einflussreichsten Verfechter einer traditionsbewussten Bauweise zusammen. Sein Gandhi Smarak Sangrahalaya auf dem Gelände des Sabarmati-Aschram in Ahmedabad von 1958–1963 ist ein klarer und bescheidener Entwurf für ein Museum zum Gedenken an Mahatma Gandhi, der hier zwischen 1917 und 1930 gelebt hatte. Quadratische Module um einen zentralen Hof respektieren die Vorgaben des Vastu Vidiya. Die strenge Einfachheit der mit Walmdächern gedeckten Bauteile wird durch die einem indischen Dorf entsprechende unregelmäßige Verteilung gelockert.
Die 1978 fertiggestellten 160 Wohneinheiten der Tara Group Housing in Neu-Delhi sind diagonal getreppte und verschachtelte Reihenhäuser auf 0,8 ha Fläche. Stockwerksartig vorkragend sind sie klimagerecht vergleichbar den Gassen in der Wüstenstadt Jaisalmer. Die Kanchenjunga Apartments sind eine in die Höhe gebaute Entsprechung: in die Fassade eingebrochene Eckbalkone reichen über zwei Stockwerke und schaffen eine notwendige Perforation in der Blockform.
Aus der Fülle unterschiedlicher Entwürfe, die sich alle konsequent mit der indischen Tradition beschäftigen, würde die Kreisform des Parlamentsgebäudes des Bundesstaates Madhya Pradesh in Bhopal auch ohne mythologischen Bezug herausragen. Auf einem flachen Hügel mit Blick über einen Teil der Stadt liegen sämtliche Funktionsräume und innerhalb einer kreisrunden Außenmauer mit 140 Metern Durchmesser, innerhalb welcher der große Sitzungssaal ebenfalls kreisrund angelegt ist und von einer Rundkuppel überspannt wird. Der bedeutendste Stupa des Landes in Sanchi ist rund 50 Kilometer entfernt. Dass im Zentrum ein quadratischer Innenhof, der Tradition entsprechend, für Brahma freigehalten wurde, muss bei Correa nicht betont werden. Die Bauzeit dauerte von 1980 bis 1997.

## Verlorene Tradition
Übernahmen traditioneller Bauformen haben in der Regel den Anspruch, den mythologischen Gehalt oder wenigstens die sinnliche Erscheinung in zeitgemäßer Architektur fortzuführen, die alten Gemäuer selbst erfahren ihre Zeitlichkeit am sozialen Wandel. In Gujarat, besonders in der dicht besiedelten Altstadt von Ahmedabad, sind die Pols als Vorbilder für die Innenhöfe der modernen Stadtplanung nicht mehr gesellschaftsfähig. Die Bereitschaft zur Sanierung der durch ein Tor von der Außenwelt abgegrenzten Wohnbezirke für mehrere Familien mit engen Gassen und einem zentralen Hof (Chowk) ist nur im Einzelfall gegeben.
Als Haveli werden städtische Häuser wohlhabender Familien von Gujarat bis Punjab oder auch in einem weiteren Bereich in Nordindien bezeichnet. Hinter der großen Eingangstür führt ein gerader Gang zu einem oft symmetrischen Hof mit einem Brunnen oder Baum in der Mitte. Bei Häusern von Muslimen ist dieser Hof größer und verfügt über einen vorderen Aufenthaltsbereich für Männer und einen hinteren abgeteilt für Frauen. Höfe von Hindus sind kleiner, in deren Mitte steht ein heiliger Tulsi-Busch. Die zwei- bis dreistöckigen Häuser haben dicke Ziegelwände, die Dächer sind mit Steinplatten oder vermörtelten Dachziegeln gedeckt. Die insgesamt schwere Konstruktion dient als Wärmepuffer und ist dem heißen und trockenen Klima angepasst. Der Gesamtplan entspricht dem Vastu-Vidiya-Konzept. Haveli werden nicht mehr gebaut, in übervölkerten Innenstädten werden sie von den ursprünglichen Einwohnern verlassen, in Delhi zu Fabriken oder Lagerhäusern umfunktioniert.
Begüterte Familien ziehen seit der Unabhängigkeit einen westlichen Wohnstil dem gemeinschaftsorientierten vor, zum Beispiel die im Süden Delhis gelegene Friends Colony West, wo, angeordnet wie die englischen Bungalows, Gärten zwischen großen Häusern mit raumhoch verglasten Wänden Distanz schaffen.

## Tradition als Stilmittel
Uttam Jain (* 1934) möchte, ausgehend von Le Corbusier und Louis Kahn, eine Brücke zur indischen Tradition schlagen. Bei der University of Jodhpur wird die Architektursprache des Brutalismus durch Verwendung von gelbem Sandstein abgemildert. Die vertikalen Strukturen des groben Steins wirken expressiv und sind einem Felsberg ähnlich. Die Gesamtbauzeit der verschiedenen Funktionsblöcke auf dem Gelände dauerte von 1968 bis 1985. In Balotra (im Distrikt Barmer), ebenfalls eine Wüstenstadt mit gelblichen Farben in der umgebenden Landschaft, zeigt die Stadthalle eine harmonische Behandlung des traditionellen Steinbaus. Frei stehende Wände aus gelben Sandsteinen haben spinnennetzartige Mauerfugen; die Eingangshalle soll dem Mandapa (Tempelvorhalle) eines Jain-Tempels entsprechen.
Architekten, die für ihre Planung eines der Vastu-Purusha-Mandala anwenden, sind Charles Correa, Balkrishna Doshi und Raj Rewal. Moderne Sthapati (Vastu-Berater), die Vastu-Geheimnisse offenbaren und perfekte Sofortlösungen für das allgemeine Wohlbefinden anbieten, gibt es mehr.
Die besten Entfaltungsmöglichen für kreative Architekten, die indische Tradition mit moderner Architektur verknüpfen möchten, bieten sich seit den 1990er Jahren beim Bau von großen Hotelanlagen. In der neuen Geschäftsstadt Gurgaon in Flughafennähe südlich von Delhi haben sich viele IT-Unternehmen angesiedelt. Dort wurde 2004 das Trident Hotel eröffnet. Es wurde vom thailändischen Architekt Mathar Bunnag ohne die zu erwartende Stahl- und Glasfassade einer riesigen Lobby als weich-geschwungene, cremefarben verputzte Pavillons gestaltet. Die in einem Park verteilten einzelnen Gebäude haben als indisches Stilelement kielbogentonnenförmig gekrümmte Dächer wie sie sonst nur bei bengalischen Tempeln (Chala-Dach) vorkommen. Das Trident Hotel versteht sich selbst als das führende Hotel Indiens.
Das am häufigsten zitierte Beispiel für die postmoderne Kombination vermutlich sämtlicher hinduistischer und buddhistischer Bauformen ist das Oberoi Hotel in Bhubaneswar von 1983 des Architekten und Architekturhistorikers Satish Grover. Auf einer Achse, die hier allerdings auf der Diagonalen liegt, durchquert man eine Raumfolge wie beim hinduistischen Tempel, von der Vorhalle (Mandapa) bis zum Sanctum (Garbhagriha). Eines der Nebengebäude ist als „buddhistischer Tempel“ gestaltet und hat – ohne eine Höhle zu sein – das Tonnendach eines Chaitya-Höhlentempels einschließlich der Rippenbögen. An das Gebäude sind unter anderem ein Torbogen des Sanchi-Stupa (Torana) und ein buddhistischer Ehrenschirm aus Stein (Chattra) drapiert.
„Die Absicht einer zeitgenössischen traditionsbewussten Architektur kann… als die bewusste Verpflichtung definiert werden, die Antwort einer bestimmten Tradition auf Lage und Klima aufzuspüren, um diesen formalen und symbolischen Bezugspunkten durch ein Künstlerauge, welches heutige Gegebenheiten und allgemeine menschliche Werte einbezieht, Ausdruck zu verleihen.“

## Soziales und ökologisches Bauen

### Balkrishna Doshi
Balkrishna Doshi setzte seine früh begonnenen Planungen an sozialen Wohnsiedlungsprojekten zusammen mit seiner Vastu-Shilpa-Foundation fort. Das Aranya Township von 1988 in Indore umfasst 7000 Wohneinheiten für 40.000 Einwohner. Sechs Kilometer nördlich der Stadt sollte der akute Wohnraum für untere Einkommensschichten in einer Trabantensiedlung behoben werden. 65 Prozent der Wohnungen waren reserviert für Familien mit weniger als 30 US $ Einkommen pro Monat. Zur Finanzierung der billigen Wohnungen sollten separate Wohneinheiten für Leute mit höheren Einkommen mit Gewinn verkauft werden. Es musste ein räumlicher Kompromiss gefunden werden, um die teureren Wohnungen vermarkten zu können, aber Segregation zu vermeiden. Fußwege als Sackgassen führen durch verschachtelte zwei- bis dreistöckige Reihenhäuser, die billigsten Häuser wurden als rechteckige Wohnzellen mit gemeinschaftlichen Sanitäreinrichtungen konzipiert. Im Zentrum der Siedlung wurden sämtliche öffentliche Einrichtungen eingeplant, später wurden allerdings die unzureichenden Erwerbsmöglichkeiten kritisiert.

### Kirtee Shah
Nur der kleinere Teil aller Menschen kommt in den Genuss, in Häusern zu leben, die von Architekten entworfen sind. Kirtee Shah (* 1943) ist Architekt und zugleich Leiter und Mitglied verschiedener Organisationen wie der Ahmedabad Study Action Group (ASAG), die sich um Billigwohnungsbau und Katastrophenhilfe kümmern. Er schätzt, dass über 70 Prozent aller Wohneinheiten in Indien ohne Architekt, Baugesellschaft, Bauplan und Genehmigung entstehen.
Durch eine Überschwemmung hatten 1973 über 3000 Zuwandererfamilien einer Slumsiedlung in Ahmedabad am Flussufer des Sabarmati, an dem auch das ehemalige Aschram Gandhis liegt, ihre Hütten verloren. Unter Beteiligung der Nutzer wurde das Integrated Urban Development Project umgesetzt: Kirtee Shah plante eine Billigstwohnsiedlung, die aus einem rechtwinkligen System aus Haupt- und Nebenstraßen und einfachen Ziegelflachbauten mit Eternitdächern besteht. Jede Einheit verfügt über zwei Räume mit überdachtem Eingang, jeweils vier Einheiten haben Gemeinschaftsküche und Waschplatz innerhalb eines Innenhofs. Ursprünglich für 15.000 Menschen geplant, lebten 2002 hier 20.000. Nachteilig wirkte sich die Entfernung zur Stadtmitte aus, einige der Einwohner haben ihr Haus – mit Profit – verkauft und sind in die Stadt gezogen. Für die architektonische Planung nicht vorhersehbar, hat es einen Wandel in der Bevölkerungszusammensetzung gegeben. Hindus und Muslime waren gleichermaßen Flutopfer und lebten die ersten beiden Jahrzehnte benachbart. Soziale Unruhen zwangen um 1992 fast alle Hindus zur Flucht, in der nunmehr reinen Moslemsiedlung waren 2002 auch die Innenhöfe mit Hütten zugebaut.

### Laurie Baker
Der in England gebürtige Architekt Laurie Baker (1917–2007) stellte sich aus religiöser Überzeugung im Geiste Gandhis in den Dienst der Gesellschaft und schuf eine kostengünstige und die Umgebung einbeziehende, oftmals durch Zufall entstandene Architektur. Er plante über 1000 Wohnhäuser, Kirchen, Schulen und Siedlungen, auch im Auftrag von Landesregierungen. Seine bunten und skurrilen Bauwerke sind teilweise aus gebrauchten Materialien entstanden. Sie sind eine Mischung aus Kinderphantasie und der traditionellen Bauweise seiner Wahlheimat Kerala. Die künftigen Nutzer wurden bereits in die Planung einbezogen. Durchbrochene Ziegelwände dienen häufig der natürlichen Luftzirkulation und erzeugen ein diffuses Licht. Beim Centre for Development Studies in Trivandrum zeigte er, dass eine ausdrucksstarke Form nicht durch preisgünstiges Material behindert werden muss. Bibliothek und Verwaltungsgebäude sind polygonale Formen aus Ziegelwänden mit Pagodendächern. Eine Rundkirche in Kottayam, deren Pyramidendach von einer V-förmigen Holzkonstruktion auf kurzen Betonsäulen getragen wird, übernimmt die Form eines ortsüblichen Hindutempels (Kovil).

### Sheila Sri Prakash

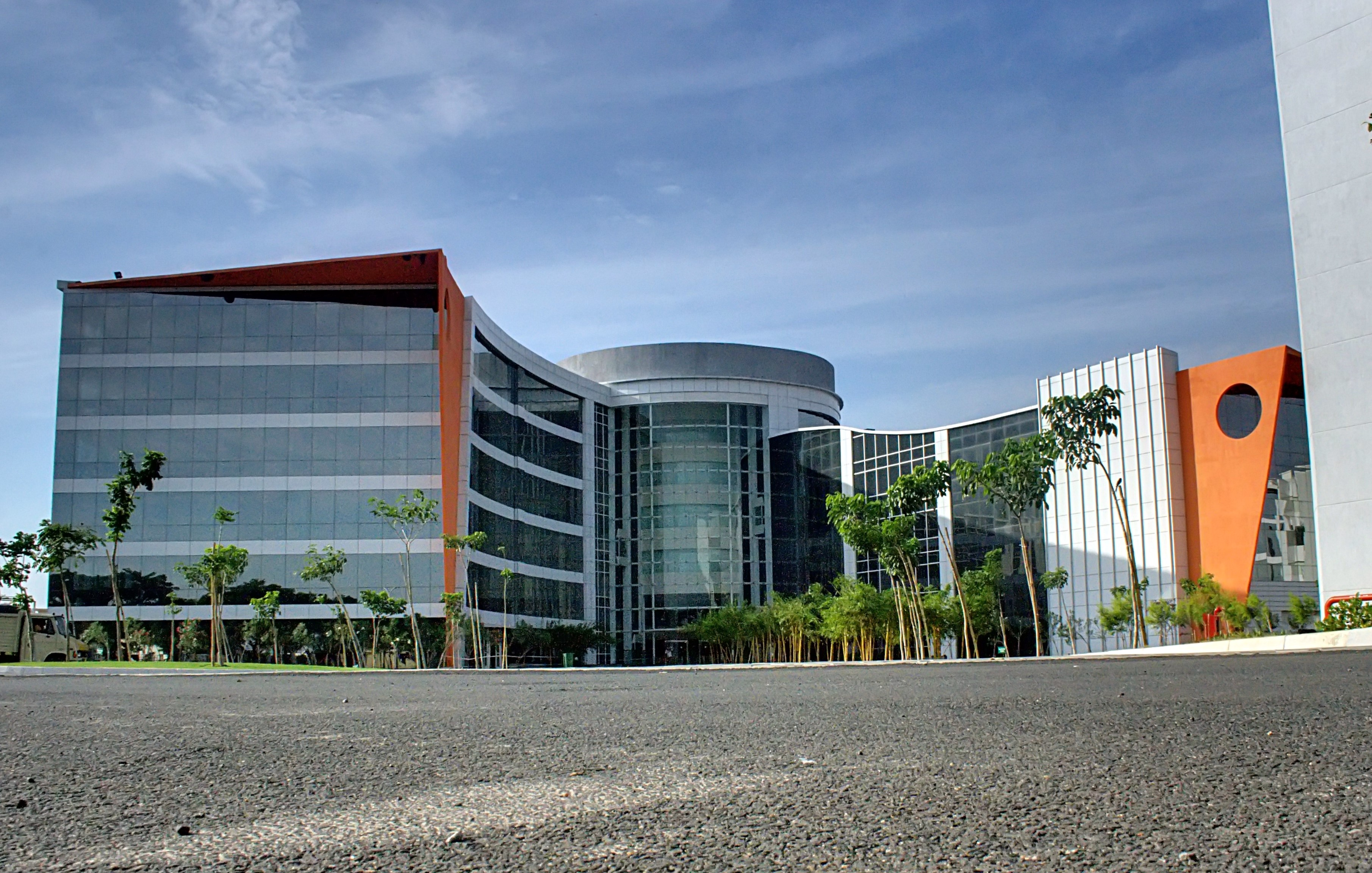
Shilpa Architects: Infosys Technologies in Mahindra World City bei Chennai

Sheila Sri Prakash (* 1955 in Bhopal) gilt als eine der ersten Inderinnen, die ein Architekturbüro gründeten. Seit 1979 leitet sie Shilpa Architects in Chennai. In zahlreichen öffentlichen Gebäuden verbindet sie traditionelle Gestaltungsweisen und Baumethoden mit einer zeitgenössischen Architektur. Sheila Sri Prakash gehört zu den Gründungsmitgliedern des Indian Green Building Council (IGBC), das sich als Partnerorganisation von Industrie und Architekten versteht und ökologisches Bauen fördert. Zu ihren ausgeführten Bauprojekten gehören das Madras Art Museum, ein Museum für moderne Kunst im Künstlerdorf Cholamandal Artists' Village bei Chennai und Mahindra World City, eine neugeschaffene Sonderwirtschaftszone 60 Kilometer außerhalb der Landeshauptstadt von Tamil Nadu. Ein neues Bauprojekt für über 3500 Wohneinheiten entsteht 2012 in Zusammenarbeit von Shilpa Architects und dem Bauunternehmen Larsen & Toubro in einem südlichen Vorort von Chennai.

### Anupama Kundoo
Zur jüngeren Generation der auf nachhaltige Bauweise spezialisierten indischen Architekten gehört die 1967 in Pune geborene Anupama Kundoo. Nach vierjähriger Tätigkeit in Berlin kehrte sie nach Indien zurück und erforschte in Auroville im Rahmen der Vastu-Shilpa-Stiftung von Balkrishna V. Doshi von 1996 bis 1999 ökologische städtische Wohnprojekte. Für ihre privaten und öffentlichen, kostengünstig zu erstellenden Bauten verwendet sie häufig Ziegelmauerwerk und gewölbte Dachformen aus Ziegeln. Ein besonderes Forschungsprojekt widmete sich dem von Ray Meeker entwickelten Bau von Häusern aus ungebrannten Lehmziegeln, deren Dachformen teilweise die Tradition nubischer Gewölbe aufgreifen. Dem Lehm wird Kohlenstaub beigesetzt, so dass die fertiggestellte Gebäudestruktur ohne Holzfeuer durch den eigenen Energievorrat gebrannt werden kann.